# Rolf Bänninger
Rolf Bänninger (* 28. Dezember 1938 in Winterthur; † 22. April 2017 ebendort) war ein Schweizer Jazzschlagzeuger und Kaufmann.

## Leben und Wirken
Bänninger begann zunächst Akkordeon zu spielen und hatte dann Klarinettenunterricht, bevor er das Schlagzeug als Hauptinstrument wählte. Erste Aufnahmen entstanden 1960, als er beim Amateur-Jazz-Festival Zürich mit Hans Kennel, Henri Freivogel (ts), Andre Hager (p) und Markus Hoffmann (Bass) auftrat. 1964 war er Mitglied der Swiss All Stars (u. a. mit Franco Ambrosetti, Raymond Droz, Ueli Staub, Pierre Cavalli und George Gruntz). Seit demselben Jahr war er bis zu deren Auflösung im Jahr 2013 Mitglied des Metronome Quintetts, mit denen er auch zahlreiche Alben einspielte. Daneben spielte er auch bei Dennis Armitage und war auch mit den New Harlem Ramblers aktiv. Auch wirkte er bei Radio-, TV- und Filmmusik-Aufnahmen und Alben von Armitage und Bruno Spoerri mit. Im Bereich des Jazz war er von 1960 bis 2002 an 24 Aufnahmesessions beteiligt.

## Preise und Auszeichnungen
Auf dem Jazz Festival Zürich wurde er in den Jahren 1959 bis 1962 in unterschiedlichen Konstellationen ausgezeichnet.

## Diskographische Hinweise
- Hans Kennel Now’s the Time (1964)
- New Harlem Ramblers Ain't She Sweet! (1988)
- Max Gerlach Big Band Vol.1 (1993)